# Курносов, Владимир Александрович
Владимир Александрович Курносов (1926—1998) — советский и российский учёный в области проектирования и строительства атомных объектов, лауреат Государственной премии и премии Совета Министров СССР.

## Биография
Родился  23 февраля 1926 в Тамбове. После обучения в строительном техникуме работал прорабом и начальником участка треста «Лензолото».
В 1953 г. окончил Ленинградский инженерно-строительный институт и получил направление в ВНИПИЭТ, где работал всю оставшуюся жизнь в должностях от инженера до главного инженера (1985—1989) и генерального директора (1989—1998).
Научные интересы: объекты атомной энергетики и промышленности; машиностроительные, приборостроительные и радиохимические производства; строительство.
Руководитель проекта работ при ликвидации последствий Кыштымской аварии 1957 г.
Автор и технический руководитель проекта «Укрытие» (Чернобыльская АЭС, 1986 г.).
Доктор технических наук, профессор.
Заслуженный строитель Российской Федерации (1996). Лауреат Государственной премии СССР и премии Совета Министров СССР. Награждён орденами Трудового Красного Знамени (1982) и Октябрьской Революции (1986).

Могила Курносова на Серафимовском кладбище Санкт-Петербурга.

Умер 8 декабря 1998 года.